# Linshan (köpinghuvudort i Kina, Zhejiang Sheng, lat 30,15, long 120,99)
Linshan är en köpinghuvudort i Kina. Den ligger i provinsen Zhejiang, i den östra delen av landet, omkring 80 kilometer öster om provinshuvudstaden Hangzhou. Antalet invånare är 45 323. Befolkningen består av 22 928 kvinnor och 22 395 män. Barn under 15 år utgör 11,0 %, vuxna 15-64 år 76 %, och äldre över 65 år 12,0 %.
Runt Linshan är det tätbefolkat, med 659 invånare per kvadratkilometer. Närmaste större samhälle är Shangyu, 19,2 km sydväst om Linshan. Trakten runt Linshan består till största delen av jordbruksmark.
Genomsnittlig årsnederbörd är 1 778 millimeter. Den regnigaste månaden är juni, med i genomsnitt 285 mm nederbörd, och den torraste är januari, med 60 mm nederbörd.